# Microcharis praetermissa
Microcharis praetermissa är en ärtväxtart som först beskrevs av Baker f., och fick sitt nu gällande namn av Brian David Schrire. Microcharis praetermissa ingår i släktet Microcharis och familjen ärtväxter. Inga underarter finns listade i Catalogue of Life.